# Wahous
Der Wahous ist ein 293 m hoher Hügel auf der Insel Erromango im Staat Vanuatu.

## Vulkanische Aktivität
Der Hügel liegt als nördlichster Hügel zusammen mit den Hügeln Nagat (566 m), Ouborré (103 m), Rantop (268 m), Oulénou (124 m) und Ourap (118 m) auf der Halbinsel Uvworé.